# Vallelunga Pratameno
Vallelunga Pratameno ist eine Stadt im Freien Gemeindekonsortium Caltanissetta in der Region Sizilien in Italien mit 3061 Einwohnern (Stand 31. Dezember 2023).

## Lage und Daten
Vallelunga Pratameno liegt 50 Kilometer nordwestlich von Caltanissetta. Die Einwohner arbeiten hauptsächlich in der Landwirtschaft. Es werden Getreide, Mandeln, Oliven und Hülsenfrüchte angebaut.
Die Nachbargemeinden sind Cammarata (AG), Castronovo di Sicilia (PA), Polizzi Generosa (PA), Sclafani Bagni (PA), Valledolmo (PA) und Villalba.

## Geschichte
Der heutige Ort wurde 1633 gegründet.

## Sehenswürdigkeiten
- Pfarrkirche aus dem Jahre 1696 an der Piazza Umberto I.
- Oratorio del Signore erbaut 1795
- Kirche della Madonna del Rosaria erbaut 1770